# Paulo César Ramos Vogt
Paulo César Ramos Vogt (1977. február 7. –) brazil labdarúgó.
A Kreuzlingen, a Schaffhausen, a Baden, a Winterthur, a Vaduz, a Luzern, a Sion, a Metalurg Donyeck és az APEP Pitsilia csapataiban játszott. 2009. augusztus 29-én a ZTE hivatalos honlapja bejelentette, hogy a csapat 2 évre leigazolta, de szeptember 3-án egy újabb hírben már az jelent meg, hogy a játékos nem felelt meg orvosi vizsgálaton szívbillentyű-betegsége miatt, így nem igazolják le.